# Elasmopus piikoi
Elasmopus piikoi är en kräftdjursart som beskrevs av J. L. Barnard 1970. Elasmopus piikoi ingår i släktet Elasmopus och familjen Melitidae. Inga underarter finns listade i Catalogue of Life.